# 漢明登
汉明登（德語：Hann. Münden，發音：[ˈhan ˈmʏndn̩]），全称汉诺威明登（德語：Hannoversch Münden，發音：[haˈnoːfɐʃ ˈmʏndn̩] ⓘ），是德国下萨克森州哥廷根县的城市，曾是明登县的县治，面积121.17平方千米，2023年12月31日人口为23,418人。
汉明登位于威拉河与富尔达河交汇处，二河汇成威悉河，故汉明登又被称为“三河之城”（Drei-Flüsse-Stadt）。